# Artatza (Lejona)
Artatza es una entidad de población española del municipio de Lejona, perteneciente a la provincia de Vizcaya, en la comunidad autónoma del País Vasco. En 2023, la entidad singular de población tenía empadronados 7623 habitantes y el núcleo de población, 1073.

## Patrimonio

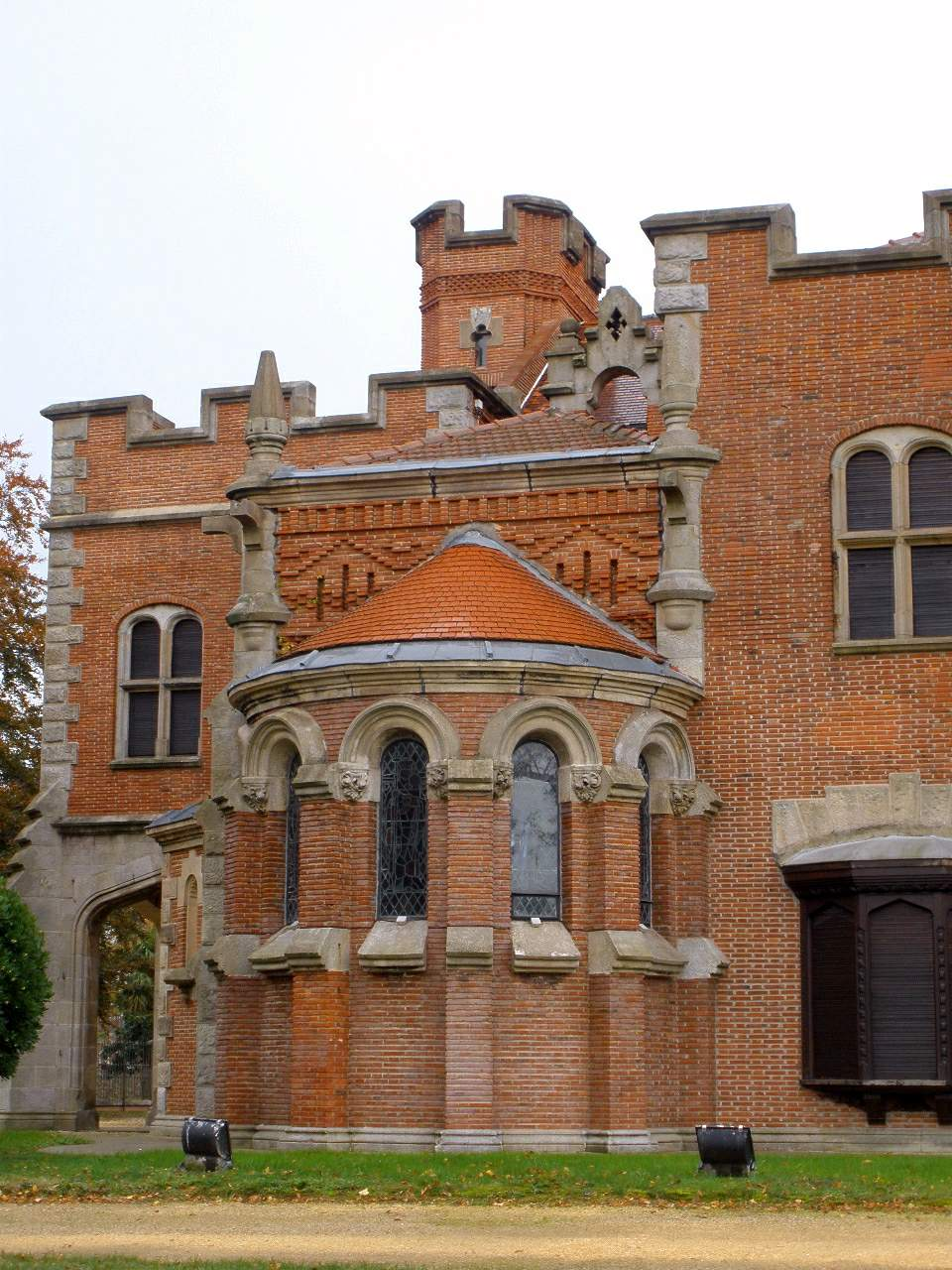
Fachada del palacio de Artaza

Se encuentra en el lugar el conocido como palacio de Artaza.